# Молоток Кашкарова
Молоток Кашкарова — инструмент, предназначенный для определения прочности железобетонных изделий либо монолитного железобетона.
Состоит из сменного металлического стержня с известной прочностью (эталонный стержень), индентора (шарика), стакана, пружины, корпуса с ручкой и головки. Согласно ГОСТ 22690-88, длина молотка 300 мм, вес 0,9 кг.
Принцип действия: молотком наносится удар по поверхности бетона под углом 90 градусов. Для точности измерения выполняют 5-10 ударов. При этом на одном эталонном стержне можно выполнить 4 серии образцов. Расстояние между отметками на стержне 10-12 мм. При помощи углового масштаба или измерительной лупы замеряется размер наибольшего диаметра отпечатков, получившихся на бетоне и стержне. При этом отпечатки неправильной формы не учитываются. Из полученных диаметров вычисляюся среднеарифметические значения. Далее вычисляется коэффициент: отношение диаметра на бетоне к диаметру на стержне. По таблице коэффициентов (прилагается к молотку) определяют марку бетона.
Диапазон определения прочности — 50 — 500 кг/см².